# División de Agra
La división de Agra es una unidad administrativa del estado indio de Uttar Pradesh. Está compuesta por los siguientes distritos:
- Agra
- Aligarh
- Etah
- Firozabad
- Mainpuri
- Mahamaya Nagar
- Mathura

- Datos: Q41277
- Multimedia: Agra division / Q41277